# Lista das capitais regionais do Gana
A tabela a seguir apresenta uma lista regional de capitais do Gana   .
| Region               | Capital          |
| -------------------- | ---------------- |
| Região Ashanti       | Kumasi           |
| Região Brong-Ahafo   | Sunyani          |
| Região Central       | Cape Coast       |
| Região Leste         | Koforidua        |
| Região Greater Accra | Accra            |
| Região Norte         | Tamale           |
| Região Upper East    | Bolgatanga       |
| Região Upper West    | Wa               |
| Região do Volta      | Ho               |
| Região Oeste         | Sekondi-Takoradi |